# Morti nel 1172
| Questa pagina contiene informazioni ricavate automaticamente dalle voci biografiche con l'ausilio del template Bio e di un bot. L'aggiornamento è periodico e automatico e ricostruisce completamente la pagina. Se manca una persona in questa lista, sei pregato di non aggiungerla, ma accertati piuttosto che la sua voce biografica contenga il template Bio e che i dati anagrafici siano correttamente compilati. Se il template Bio manca, inseriscilo tu stesso o, in alternativa, metti l'avviso {{tmp\|Bio}} che ne segnala la mancanza. Se i dati riportati sono sbagliati, correggi direttamente la voce biografica; le modifiche saranno visibili in questa lista entro pochi giorni. Per chiarimenti vedi il progetto biografie. La lista contiene solo le 14 persone che sono citate nell'enciclopedia e per le quali è stato implementato correttamente il template Bio. Pagina aggiornata al 18 ago 2025. |

- 4 marzo - Stefano III d'Ungheria, re ungherese (n. 1147)
- 7 marzo - Il-Arslan
- 28 marzo - Mstislav Andreevič, nobile russo
- 27 aprile - Teodorico II di Kleve, conte
- 28 maggio - Vitale II Michiel, doge
- 16 giugno - Enrico di Capua, politico e condottiero normanno
- 14 ottobre - Ludovico II di Turingia, nobile tedesco (n. 1128)
- Marco Cassoli, criminale italiano
- Dolce II di Provenza, contessa
- Gerardo II di Rossiglione, nobile franco
- Muhammad ibn Mardanish (n. 1124)
- Gastone de Murols, spagnolo
- Ibn Qalāqis, mistico arabo (n. 1137)
- Tigernán Ua Ruairc, sovrano irlandese